# Arseniosiderite
La arseniosiderite è un minerale appartenente al gruppo della mitridatite.